# Neoaetosauroides
Neoaetosauroides es un género extinto de aetosaurio primitivo. Su tipo y la única especie es N. engaeus. Los fósiles fueron hallados en la formación Los Colorados que se encuentra a lo largo del cauce del río Sierra Morada en La Rioja, Argentina, y se remontan al período Noriense a fines del Triásico. Fue el primer aetosaurio que se descubrió en la formación, los restos fueron hallados en la década de 1960.

## Descripción

Diagrama ilustrando los osteodermos de Neoaetosauroides.

El neoaetosauroides es uno de los géneros de aetosaurios que se encuentran mejor representados en Sudamérica, y algunos especímenes están completos. Los especímenes encontrados presentan dos filas de  osteodermos dorsales dispuestas a cada lado de la columna vertebral; además se observan osteodermos ventrales. A diferencia de la mayoría de los otros aetosaurios, en el neoaetosauroides el cuarto dedo es más largo que el segundo y el tercero. Adicionalmente, el número de falanges en el quinto dígito es mayor que en otros aetosaurios. La fila superior de dientes del Neoaetosauroides se dispone por delante del extremo de su hocico alargado, evidencia que es incompatible con la teoría de un pico keratinoso propuesta para otros aetosaurios.